# Cantonul Annecy-Nord-Ouest
Cantonul Annecy-Nord-Ouest este un canton din arondismentul Annecy, departamentul Haute-Savoie, regiunea Rhône-Alpes, Franța.

## Comune
- Annecy (parțial, reședință)
- Choisy
- Épagny
- La Balme-de-Sillingy
- Lovagny
- Mésigny
- Metz-Tessy
- Meythet
- Nonglard
- Poisy
- Sallenôves
- Sillingy